# 金洗栄
金 洗栄（キム・セヨン、朝鮮語: 김세영/金洗榮、1920年1月5日または1月15日 - 2010年8月11日）は、大韓民国の実業家、政治家、教育者。韓国屈指の鉱業家で、第5・7代韓国国会議員。
本貫は咸寧金氏。仏教徒。

## 経歴
日本統治時代の慶尚北道尚州郡出身。咸昌公立普通学校（現・咸昌初等学校）、金泉中学校、平壌大同工業専門学校採鉱冶金学科卒。中国山東省の天炭鉱に勤務したのち帰国し、商工部勤務、高麗鉱業会社玉渓鉱山所長を経て、江原道三陟郡（現・太白市）で咸太炭鉱・古木炭鉱を経営した。その他は大韓石炭協会理事、大韓鉱業会理事、大韓炭鉱協会常務理事・理事長、松雪堂教育財団理事長、尚州松雲学園運営者、伽倻産業株式会社代表理事・社長・会長、近海商船株式会社代表理事・社長、新民党運営委員・財政委員長・企画委員を務め、洗心奨学会を設立した。政治家としては国民の党、新民党の幕後の実力者であり、育英事業と党の運営に大量の私財を投じたが、1970年6月の第7代国会議員在任中に国会議員の兼職の是非についての議論により、会社の経営を選んで議員を辞職した。
2010年8月11日、持病で死去。享年90。